# 司神公路
司神公路（又称“省道235线”），是中华人民共和国广东省东部的一条公路。

## 简介
起自汕头市潮南区司马浦镇，终点为惠来县神泉镇。全长40.4公里，由原司华线（司马浦-华湖）、惠泉线（华湖-神泉）连接而成。司华线1933年始动工，1934年4月建成，其中潮南段于8月通车。1935年龟山弯改线，1947年全线通车。华湖线1932年建成通车，抗战时被毁，至1957年修复通车。1994年，潮南区境内筑成水泥路面。属山区公路，路面较差，标准较低。
根据2017年的省道网规划，S235已调整为揭东地都至仙庵公路。